# Malephora
Malephora (лат.) — род суккулентных растений семейства Аизовые (Aizoaceae), подсемейства Ruschioideae, произрастающий на территории Намибии и Южно-Африканской Республики (Капская провинция и Фри-Стейт).

## Название
Латинское научное название рода, Malephora, происходит от греческих слов: male, — «подмышка», и phoros, — «несущий». По одним данным, это связано с листовыми влагалищами, через которые продолжается стебель растений, по другим, относится к семенным карманам фруктов.
Из-за отсутствия официального русскоязычного названия рода в авторитетных источниках, вероятное произношение на русском языке может быть сформировано как «Малефора».

## Ботаническое описание

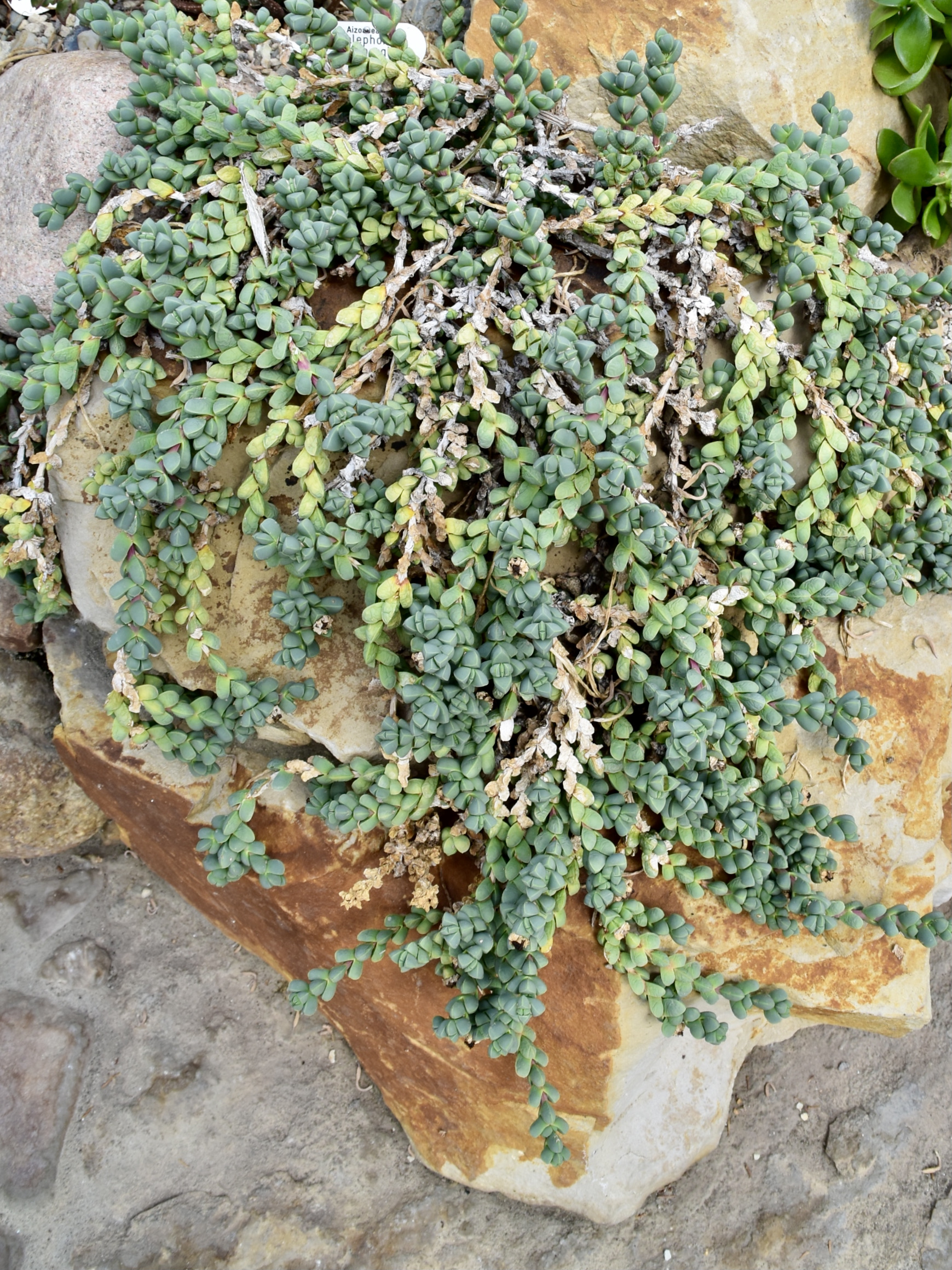
Malephora thunbergii

Представители рода — многолетние суккулентные кустарники или полукустарники. Корни мочковатые. Стебли прямостоячие, укореняющиеся в старых узлах. Листья стеблевые, супротивные, сидячие; пластинка слабо сросшаяся в основании, от треугольной до цилиндрической, гладкая, обычно сизоватая.
Соцветия пазушные или верхушечные, цветки одиночные или в соцветиях, на цветоножке; прицветники отсутствуют. Цветки эффектные, трубчатые, до 5 см в диаметре; доли чашечки 4-6, заостренные, неравные; лепестков 40-65, отчетливые, желтые, розовые, оранжевые или от красноватых до пурпурных; тычинок 150, прямостоячие, основания часто опушенные; часто присутствует нектарник; пестик 8-12-плодолистный; завязь большей частью нижняя, на вершине плоская, 8-12-гнездная, в каждой гнёздышке базальный карман с 1-2 семенами или без них; рылец 8-12, перистые. Плод — коробочка. Семена 75, чечевицеобразные, шероховатые.

## Интродукция
Представители рода были интродуцированы в экосистемы различных регионов, включая Южную Аргентину, Балеарские острова, Калифорнию (США), Канарские острова, Францию, Грецию, северо-запад Мексики, Новый Южный Уэльс (Австралия), Сардинию и Сицилию (Италия), Испанию, остров Святой Елены и Тунис.

## Таксономия

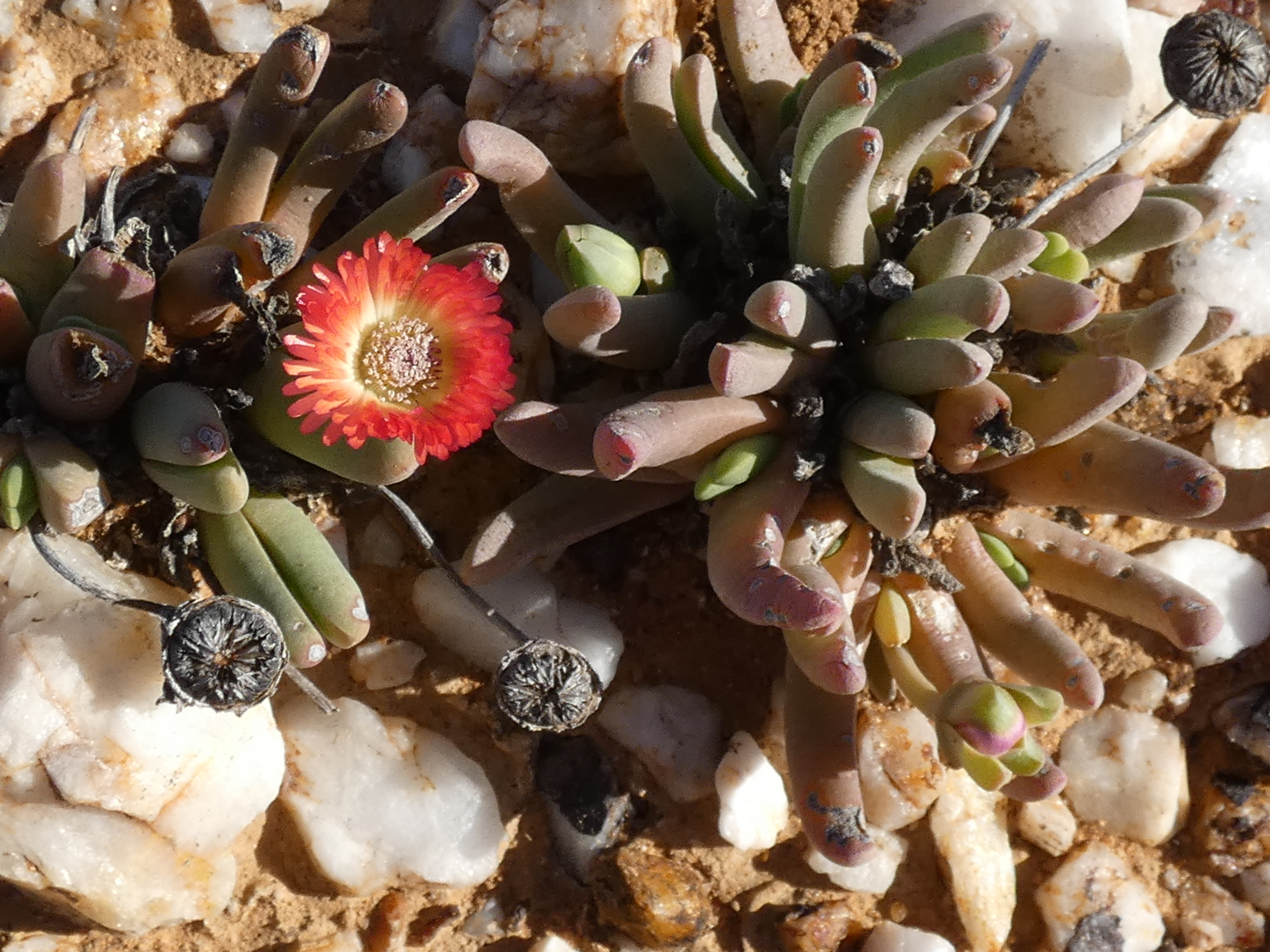
Malephora crocea

Malephora N.E.Br., первое упоминание в Gard. Chron., ser. 3, 81: 12. (1927).

### Синонимы
- Crocanthus L.Bolus
- Hymenocyclus Schwantes

### Виды
Согласно данным сайта WFO Plantlist на июнь 2023 года, род состоит из 17 видов:
- Malephora crassa (L.Bolus) H.Jacobsen & Schwantes
- Malephora crocea (Jacq.) Schwantes
- Malephora engleriana (Dinter & Schwantes) Dinter & Schwantes
- Malephora flavocrocea (Haw.) H.Jacobsen & Schwantes
- Malephora framesii (L.Bolus) H.Jacobsen & Schwantes
- Malephora herrei (Schwantes) Schwantes
- Malephora latipetala (L.Bolus) H.Jacobsen & Schwantes
- Malephora lutea (Haw.) Schwantes
- Malephora luteola (Haw.) Schwantes
- Malephora mollis (Aiton) N.E.Br. typus
- Malephora ochracea (A.Berger) H.E.K.Hartmann
- Malephora pienaarii van Jaarsv.
- Malephora purpureocrocea (Haw.) Schwantes
- Malephora smithii (L.Bolus) H.E.K.Hartmann
- Malephora thunbergii (Haw.) Schwantes
- Malephora uitenhagensis (L.Bolus) H.Jacobsen & Schwantes
- Malephora verruculoides (Sond.) Schwantes